# Фейт Пятнистый Орёл
Фейт Пятнистый Орёл (англ. Faith Spotted Eagle; род. 1948) — общественная деятельница, борец за права коренных народов США. По национальности — сиу. Одна из руководителей движения против прокладки магистрального нефтепровода «Кистоун» по землям индейской резервации.
На президентских выборах в США 2016 года стала первым в истории представителем коренных народов США, за которого был отдан и засчитан голос от Коллегии выборщиков. При этом сама она на выборах не выдвигалась — голос за неё был отдан «ненадёжным выборщиком» от штата Вашингтон вместо победившей в этом штате Хиллари Клинтон.

## Имя
Для решивших «войти в жизнь» за пределами резервации индейцев для официальных документов применяется американизированная трактовка имён, где одна часть служит именем, а другая — фамилией, при этом сами носители понимают такие фамилии как традиционные родовые прозвища. В данном случае Фейт понимается как имя, а Пятнистый Орёл — как фамилия. Её сыновей зовут Кип Пятнистый Орёл и Брук Пятнистый Орёл. Внука Фейт зовут Токана Икпанаин Пятнистый Орёл (Tokana Ikpanajin Spotted Eagle), где личное имя произносится на языке дакота без перевода.

## Биография
Родилась в городке Лейк-Эндес (округ Чарльз Микс в Южной Дакоте) в 1948 или 1949 году. Год и дата рождения в открытых источниках не указываются, однако говорится, что в декабре 2016 года ей было 68 лет. По родословной относится к племенам лакота (западные сиу), однако прошла официальный обряд принятия в племя янктонов (центральные сиу) и включена в совет старейшин племени (индейская резервация Янктон в том же округе Чарльз Микс в Южной Дакоте). Имя на языке дакота, данное при принятии в племя, Тхунка́н Ина́жин Вин (в записи латиницей Tȟuŋkáŋ Inážiŋ Win, в английской транскрипции Tunkan Inajin Win), означает «Стоящий Камень». У Фейт по линии бабушки есть примесь европеоидной крови (французской и ирландской).
После школы Пятнистый Орёл обучалась в Университете Блэк-Хилс и в Американском университете. Прошла магистратуру в Университете Южной Дакоты по специальности методиста-консультанта (англ. guidance and counseling).
Преподавала в течение 45 лет и популяризировала язык дакота, которым владеет как родным, среди индейской молодёжи и студентов университетов.
В 2006 году выдвигалась в Палату представителей Южной Дакоты по 21-му округу, где заняла последнее место среди трёх кандидатов, набрав 26 % голосов.
В политическую деятельность включилась как защитник земельных прав индейской резервации Янктон, выступая против планов прокладки через неё магистрального нефтепровода, входящего в сеть «Кистоун».

## Президентские выборы в США 2016 года
На президентских выборах в США 2016 года победу одержал республиканец Дональд Трамп, хотя проигравшая кандидатка от демократической партии Хиллари Клинтон получила больше общее количество голосов избирателей. Раздосадованные сторонники демократов провели ряд акций протеста, а из штаба демократов последовали обвинения во вмешательстве в выборы «русских хакеров». На Коллегию выборщиков было оказано сильное давление под объявленным самой Клинтон лозунгом «Голосуй сердцем» (англ. Vote Your Heart).
Беспрецедентное давление на Коллегию, включая личные обращения и даже письма с угрозами смерти, привело к небывалому с выборов 1872 года количеству «ненадёжных выборщиков» (англ. faithless electors). При этом ни Трамп, ни Хиллари дополнительных голосов не получили, однако семь выборщиков отдали голоса за других политиков. В том числе выборщик от Вашингтона Роберт Сатьякум — младший проголосовал за Фейт Пятнистый Орёл вместо Хиллари Клинтон, за которую должен был голосовать. Сам Роберт Сатьякум-младший принадлежит к племени пуйаллапов (резервация в округе Пирс), а его отец, Роберт Сатьякум, был вождём племени.
В некоторых штатах «вероломных выборщиков» заменяют на новых, а их голоса аннулируют. В штате Вашингтон этого не предусмотрено, лишь налагается штраф в 1000 долларов. Таким образом голос был официально засчитан и вошёл в историю президентских выборов США как первый, отданный выборщиком за представителя коренных народов США.
На президентских выборах в США 2016 года сама Фейт Пятнистый Орёл сначала поддерживала Берни Сандерса, а после его выхода из кампании потеряла интерес к выборам, так как Хиллари Клинтон вызывала у неё противоречивые чувства, а Дональд Трамп просто не нравился. Сообщение об отданном за неё голосе в Вашингтоне её поразило. С другой стороны, она не увидела каких-либо изменений в своей жизни:

Пришедшие люди — нефтяные лоббисты, так что думаю, следующие четыре года мы проведём в борьбе, и я думаю, что вся Америка будет в борьбе. Однако ничего нового нет во всём этом. Нашей борьбе 500 лет. Это вопрос незаконного владения, это вопрос оккупации наших земель иной страной или отдельными иностранцами. Сопротивление всегда было у меня в крови и в душе с самого рождения.
Оригинальный текст (англ.)
The people coming in are pro-oil, so I think for the next four years we’re going to be in a battle, and I think all of America is going to be in a battle. Yet this is nothing new — nothing new at all. The battle that we’re fighting is 500 years old. It’s about dispossession, it’s about occupying our land by a foreign country, or foreign individuals. The resistance has always been in my blood and my spirit since I was born.